# Lalemant (Québec)
Pour les articles homonymes, voir Lalemant.
Lalemant est un territoire non organisé situé dans la municipalité régionale de comté du Fjord-du-Saguenay, dans la région administrative du Saguenay–Lac-Saint-Jean, au Québec.

## Histoire
- 1er janvier 1986: Constitution du territoire non organisé de Lalemant[1]
- 18 février 2002: Lors de la création de la ville de Saguenay, celui-ci est transféré à la nouvelle MRC du Fjord-du-Saguenay[2].

Lalement reprend le nom de l'unique canton cadastral qui lui-même commémore le père jésuite Gabriel Lalemant.